# اوستلاتو
اوستلاتو (به ایتالیایی: Ostellato) یک کومونه در ایتالیا است که در استان فرارا واقع شده‌است. اوستلاتو ۱۷۳٫۶ کیلومتر مربع مساحت و ۶٬۷۶۲ نفر جمعیت دارد و ۲ متر بالاتر از سطح دریا واقع شده‌است.